# 凯文·巴里 (作家)
凯文·巴里（英語：Kevin Barry, 1969年—），爱尔兰作家。

## 生平
巴里生于爱尔兰利默里克，现居斯莱格。2011年出版长篇小说处女作《博海恩城》，讲述一个与现代文明隔绝、被黑帮控制的未来爱尔兰海滨城市的故事。他的小说使用自创的俚语、生造的文法，想象力丰富，质疑了现代文明的观念。2013年获颁国际IMPAC都柏林文学奖。